# Neuvy-sur-Loire
Neuvy-sur-Loire é uma comuna francesa na região administrativa de Borgonha-Franco-Condado, no departamento Nièvre. Estende-se por uma área de 21,16 km². Em 2010 a comuna tinha 1 454 habitantes (densidade: 68,7 hab./km²).